# بوندسرات
بوندسرات قسمتی از سیستم قانون گذاری در آلمان است و شامل نمایندگان ۱۶ ایالت این کشور می‌شود. محل تشکیل جلسات بوندسرات در مجلس اعیان پروس در شهر برلین است. دومین محل آنها نیز در مرکز سابق آلمان غربی، بن، قرار دارد. این نهاد در کنار بوندستاگ از اعضای قوه مقننه آلمان محسوب می‌شوند. بخاطر شباهت در وظایف، گاهی از این مجلس با عنوان مجلس علیا یاد می‌شود که معادل مجلس سنا در آمریکا، مجلس سنا در کانادا یا مجلس اعیان در بریتانیا است.

## پیوند
- www.Bundesrat.de